# علي حمد
علي حمد معضد سيف البدواوي هو حكم إماراتي.

## عنه
ولد علي حمد في 12 ديسمبر 1972 وهو حكم دولي منذ عام 2005 وكان لاعبا سابقا في نادي حتا أحد أندية دوري المحترفين في الإمارات قبل أن يحترف التحكيم.
وهو من ضمن أفضل ثلاثة حكام في اسيا وأفضل حكم في الدول العربية و الخليجية.[بحاجة لمصدر]
قام بتحكيم المباراة بين كوريا الجنوبية والعراق ضمن الدور نصف النهائي لمنافسة كرة القدم ضمن آسياد الدوحة 2006 كما قام بتحكيم اياب المباراة النهائية لبطولة اندية الخليج ابطال الدوري بين القادسية الكويتي ومسقط العماني والغى هدفا سجله اللاعب الكويتي الشاب بدر المطوع في مرمى مسقط الامر الذي اثار لغطا كبيرا وانتهت المباراة بالتعادل السلبي وليحلق القادسية باللقب.
حكم مباراة العراق والسعودية في خليجي 18 في الإمارات.
هو عضو في الاتحاد الإماراتي لكرة القدم حاليًا.